# 원신흥북로
원신흥북로(Wonsinheungbuk-ro)는 대전광역시 유성구 상대동 원골네거리 에서 원신흥동 신흥들삼거리를 잇는 도로이다.

## 주요 경유지
대전광역시
- 유성구 (상대동 . 원신흥동)

## 노선
| 이름         | 접속 노선 | 소재지     | 소재지 | 비고 |
| ------------ | --------- | ---------- | ------ | ---- |
| 원골네거리   | 도안대로  | 대전광역시 | 유성구 |      |
| 고려교       |           | 대전광역시 | 유성구 |      |
| 원신흥네거리 | 봉명로    | 대전광역시 | 유성구 |      |
| 신흥들삼거리 | 도안동로  | 대전광역시 | 유성구 |      |